# Peter Reichard (Biochemiker)
Peter Adolf Reichard (* 1. September 1925 in Wiener Neustadt; † 18. Juni 2018 in Padua, Italien) war ein österreichisch-schwedischer Biochemiker.

## Leben
Peter Reichard wurde in Österreich geboren, seine Familie zog jedoch 1939 nach Schweden. Er studierte ab 1944 am Karolinska-Institut Medizin und erlangte 1949 den Ph.D. und 1951 den Doktor der Medizin. Als Postdoc war er in den Vereinigten Staaten tätig, unter anderem an der Stanford University. Er war von 1961 bis 1963 Professor für Medizinische Chemie an der Universität Uppsala. Anschließend war er als Professor für Medizinische Chemie am Karolinska-Institut tätig. 1971 wurde er dann Professor für Biochemie am Karolinska-Institut. Im Jahr 1974 wurde Reichard Mitglied der American Academy of Arts and Sciences, 1977 der Königlich Schwedischen Akademie der Wissenschaften, 1980 der National Academy of Sciences und 1989 der Academia Europaea. Er war außerdem Mitglied der European Molecular Biology Organization, wurde 1987 mit dem Carlos-J.-Finlay-Preis geehrt und war zeitweise Vorsitzender des Nobelkomitees. Seine Forschungsschwerpunkte waren die DNA-Replikation, die DNA-Reparatur und Nukleinsäuren.